# Pacific Village 1 et 2
Les Tours Pacific Village 1 et 2 sont des gratte-ciel de la ville de Panama, au Panama.

## Historique
Les tours Pacific Village I et II sont un complexe de bâtiments situés dans le secteur de Punta Pacifica (es), à Panama. La tour II était prête en 2008 et la tour I en 2009.
Chaque tour, exclusivement résidentielle, est de 179 mètres, 47 étages et comporte 4 ascenseurs.